# Pierre-Henri de Saint-Martin
Pour les articles homonymes, voir Saint-Martin.
Pierre-Henri Martin de Saint-Martin est un architecte français du XVIIIe siècle, né en 1714 et mort en 1778.

## Biographie
Architecte expert-bourgeois à partir de 1743, il fut l'architecte du cardinal de Soubise (1717-1756), grand aumônier de France, pour qui il travailla à Paris et à Strasbourg, et du duc de Penthièvre (1725-1793). Il travailla également pour le maréchal de Richelieu (1696-1788). Architecte de l'Arsenal, Jean-Philippe Lemoine de Couzon lui succéda dans cette fonction en 1777.
Il épouse Marie Françoise Vassé qui décède en 1754 à 33 ans. Elle est la fille du sculpteur Antoine François Vassé marié à Marie Germaine Labbé, la sœur du sculpteur Louis Claude Vassé et la belle-sœur de l'architecte Claude Bacarit.
De leur mariage naissent trois enfants, dont Louis Pierre Martin dit Saint-Martin (1753-1819), conseiller clerc au Châtelet de 1781 à 1790, puis juge dans différents tribunaux, qui épouse en 1796 Flore Catherine Pajou (1764-1841), divorcée du sculpteur Clodion, fille du sculpteur Augustin Pajou et d'Angélique Roumier. 

## Réalisations et principaux projets
- Reconstruction d'une des petites maisons du maréchal de Richelieu à Clichy, 1751, appartenant en nu-propriété à un certain Péricard[5] (détruit).
- Hôtel de Rohan, no 87 rue Vieille-du-Temple, Paris (4e arrondissement), vers 1750 : Pour le cardinal de Soubise, travaux d'aménagement intérieur. Subsistent de cette campagne le cabinet des Singes, décoré par Huet, Dutour et Crépin[6], ainsi que le décor de la salle de compagnie ou salon de musique : aux angles du plafond, les écoinçons présentent la guerre, les travaux des champs, la vendange et la musique, tandis que les dessus-de-porte sont peints par Jean-Baptiste Marie Pierre de scènes tirées de l'Énéide[7].
- Hôtel de La Vieuville, place d'Armes, Versailles (Yvelines) : Travaux d'aménagement pour le cardinal de Soubise.
- Séminaire et Collège des Jésuites, no 1 place du Château, Strasbourg : Pour la construction du nouveau collège des Jésuites de Strasbourg, on sollicita trois architectes : Le Mire, Massol et Saint-Martin. Ce fut le projet de Le Mire qui fut retenu, mais il fut exécuté sous la direction de Massol entre 1757 et 1759. L'expulsion des Jésuites en 1762 et les projets urbains du prêteur royal Gayot l'année suivante différèrent la construction du séminaire, réalisé en 1772 par l'architecte parisien François-Simon Houlié[8].
- Hôpital des Quinze-Vingts, rue Saint-Honoré, Paris (1er arrondissement) : Achèvement, sous l'autorité du cardinal de Soubise, de la reconstruction commencée par Jean-François Labbé.
- Immeuble angle rue La Vrillière et rue Radziwill, Paris (1er arrondissement), 1757 : Construit pour le duc de Penthièvre. « L'élévation en fut mise au point sous l'influence des premiers cahiers publiés par De Neufforge. Les appuis de fenêtres en ferronnerie sont timbrés de l'ancre héraldique du grand amiral de France. »[9]